# Ben Richardson
Ben Richardson (ur. w Overland Park) – amerykański koszykarz, występujący na pozycjach rozgrywającego lub rzucającego obrońcy, obecnie zawodnik BC Geosan Kolin.
25 lipca 2018 dołączył do zespołu z MKS-u Dąbrowy Górniczej.
1 października 2019 został zawodnikiem czeskiego BC Geosan Kolin.

## Osiągnięcia
Stan na 12 września 2019, na podstawie, o ile nie zaznaczono inaczej.
NCAA
- Uczestnik rozgrywek NCAA Final Four (2018)
- Mistrz:
  - turnieju konferencji Missouri Valley (MVC – 2018)
  - sezonu regularnego MVC (2018)
- Defensywny zawodnik roku konferencji MVC (2018)
- Laureat nagrody - Kansas City Sports Commission Sportsman of the Year (2018 wspólnie z kolegą z drużyny Claytonem Custerem)
- Zaliczony do:
  - I składu:
    - defensywnego MVC (2018)
    - turnieju MVC (2018)
    - MVC Scholar-Athlete (2017, 2018)

  - składu:
    - honorable mention Missouri Valley Scholar-Athlete (2016)
    - MVC Honor Roll (2016)